# Sofena
Sofena (em armênio: Ծոփք; romaniz.: Copʿkʿ; em grego: Σωφηνή; romaniz.: Sōphēnḗ) foi uma província do Reino da Armênia e do Império Romano localizada no sudoeste do reino, na moderna região sudeste da Turquia.

## História
A região que se tornaria a Sofena era parte do Reino de Urartu nos séculos VII e VIII a.C. Depois de anexá-la ao seu reino no século VIII a.C., o rei Arguisti I de Urartu reassentou muitos de seus habitantes em sua nova cidade de Erebuni (a moderna capital da Armênia, Erevã). Por volta de 600 a.C., a Sofena tornou-se parte do emergente Reino da Armênia da dinastia orôntida, que agiu como sátrapas da Armênia, primeiro sob o Império Medo e depois, Império Aquemênida.
Depois das campanhas de Alexandre, o Grande, na década de 330 a.C. e o subsequente colapso do Império Aquemênida, a Sofena manteve-se parte do reino independente da Armênia Maior. No início do século III a.C., instigado pelo Império Selêucida, que tentava enfraquecê-lo, a Sofena se separou da Armênia para formar o Reino de Sofena, governado por um ramo da dinastia real armênia dos orôntidas. Posteriormente, a Sofena se separou também do reino sofeno-comageno e deu origem ao Reino de Comagena.

## Província armênia
Sofena, sob o nome de Armênia Quarta (Čorrord Hayk') ou Região de Sofena (Cop'ak' Kołmn), foi a segunda província do Reino da Armênia, de acordo com Ananias de Siracena. Como tal, era composta por oito distritos ou cantões (gavares):
- Corzianena (Խորձեան, Xorjean);
- Astianena (Հաշտեանք, Hašteank);
- Palines (Պաղնատուն, Pałnatun);
- Balabitena (Բալահովիտ, Balahovit) / Arsamósata (Արշամշատ, Aršamašat);
- Sofena Menor (Ծոփք Փոքր, Cop’k’ P’ok’r) / Sofena Real (Ծոփք Շահունյաց, Cop’k’ Šahuneac’);
- Anzitena (Անձիտ, Anjit);
- Digisena (Դեգիք, Dēgik);
- Garina (Գավրէք, Gawrēk’).

## Domínio romano
Por volta de 200 a.C., em sua tentativa de finalmente subjugar a Armênia, Antíoco III, o Grande, conquistou toda a região e instalou os generais armênios Artaxias I e Zariadres como governadores (estrategos) na Armênia e em Sofena respectivamente. Depois da derrota de Antíoco pelos romanos na Batalha de Magnésia em 190 a.C., os dois se declararam reis independentes. Zariadres e seus descendentes governaram o Reino de Sofena até ele ser novamente unificado com a Armênia por Tigranes, o Grande, na década de 80 a.C.
Pompeu deu a Sofena para Artavasdes II depois de derrotar Tigranes, pai dele. A Sofena tornou-se em seguida parte do Império Romano e foi transformada numa província com capital em Amida (moderna Diarbaquir). O Reino da Armênia continuou como reino cliente dos romanos até o período bizantino.
Em 530, a Sofena foi incluída na recém-criada província da Armênia IV.